# 劇団女神座
劇団女神座（げきだんめがみざ）は日本の劇団。2008年12月設立。
主催は脚本家の相沢まくら。

## 概要
- 出演者は全員女性。女優やアイドルから厳選している。
- 作品は全て相沢まくらのオリジナル脚本を上演。
- 劇団女神座の妹分として、演劇機動隊アポロンという劇団が結成されていた。上演の実績は、2010年8月公演の「オネーチャンズ11」のみだが、同年12月のクリスマスイベントに、女神座と一緒に参加した。演劇機動隊アポロンを結成していたキャストのうち、高岡未來は、後に女神座のキャストとして活動している。
- 第4回公演には、声優の田中真弓演じるモンキー・D・ルフィが、声のゲストとして特別出演している。
- 2011年の東北地方太平洋沖地震を受けて、同年4月3日に復興支援イベントが開かれ、10万200円の義援金を集めて被災地へ寄付した。
- 2011年6月第10回公演で無期限の活動休止を発表。同8月に解散イベントが開かれる。
- 2011年10月女神座ATHENAとしてリニューアル。尚、公式サイトでは、復活やリニューアルではなく、「転生」という言葉を用い、全く新しいものである事や、内容の向上を明示している。[1]

## 活動拠点
さまざまな小劇場にて上演していたが、2010年より小劇場『ラビネスト』（東京・高田馬場）を主な上演拠点とする。

## 出演した主要な出演者
- 山川ひろみ - 出演回数8回
- 古河結子 - 出演回数7回
- 高橋明日香 - 出演回数2回
- 山下奈々香 - 出演回数4回
- 中島早耶 - 出演回数5回
- 平山藍里 - 出演回数5回
- 竹間梨香 - 出演回数3回
- 藍田舞 - 出演回数2回
- 白熊凌子 - 出演回数2回
- 山口紘実 - 出演回数3回
- YUIKO - 出演回数3回
- 半澤明日香- 出演回数2回
- こはる- 出演回数2回
- 涼木ちえみ - 出演回数2回
- 新川美咲 - 出演回数4回
- いちご姫 - 出演回数2回
- 中嶋さとみ - 出演回数2回
- 高岡未來
- 副島美咲
- 森谷まりん
- 倉咲奈央
- 森沙綾香
- 蒼井ちあき
- 森実咲
- 白岩英里子
- 小田ゆかり
- 荘司里穂
- 平野由佳

## 主なスタッフ
- 脚本　相沢まくら
- 演出　相沢まくら

## 公演記録
- 第1回公演『kirakira☆メリーガール』（2008年12月6日～12月7日 池袋GEKIBA）
- 第2回公演『CHOCOLATE PANIC!』（2009年2月6日～9日 千本桜ホール）
- 第3回公演『アワセルカガミ』（2009年4月14日～17日 新生館シアター）
- 第4回公演『INNOCENT SURVIVØR』（2009年8月8日～9日 新生館シアター）
- 第5回公演『ももいろナースステーション』（2009年11月28日～29日 千本桜ホール）
- 第6回公演『ONEICHAN'S ELEVEN』（2010年2月27日～2月28日 高田馬場ラビネスト）
- 第7回公演『ONEICHAN'S TWELVE』（2010年5月28日～5月30日 高田馬場ラビネスト）
- 第8回公演『ひまわり畑と提灯とアイツ。』（2010年7月17日～7月18日 高田馬場ラビネスト）
- 第9回公演『DANGEROUS CUTIE』（2011年1月28日～1月30日 高田馬場ラビネスト）
- 第10回公演『大泥棒 石川幸子』（2011年6月17日～6月19日 高田馬場ラビネスト）

## イベント記録
- 2008年10月26日「旗揚げ記念ハロウィンパーティ」
- 2009年1月25日「メイド喫茶イベント ちょっとほぉ～むカフェ」
- 2009年10月25日「創立1周年記念ハロウィンパーティー2009」
- 2009年11月27日「前夜祭イベント」
- 2009年12月14日「創立1周年記念クリスマスパーティー」
- 2010年2月14日「ハッピーバレンタインパーティー」
- 2010年11月23日「チケット発売イベント デンジャラス畑とキューティとドイツ。」
- 2010年12月23日「劇団女神座×演劇機動隊アポロン合同クリスマスパーティ クリスマス畑と紅白とサンタ。」
- 2011年4月3日「劇団女神座復興支援チャリティーイベント」
- 2011年5月1日「劇団女神座×アリスインプロジェクト合同製作発表スペシャルライブイベント」
- 2011年5月14日「山川ひろみ×蒼井ちあきバースデーイベント ひろちあ誕生祭」
- 2011年8月21日「ファイナルファンミーティング　ファイファン。」

## 脚本提供
- アリスインプロジェクト『ももいろナースステーション』（2011年5月24日～5月29日 シアターKASSAI）